# Старі Парати
Старі Пара́ти (рос. Старые Параты, марій. Черкысола) — присілок у складі Волзького району Марій Ел, Росія. Входить до складу Великопаратського сільського поселення.

## Населення
Населення — 312 осіб (2010; 272 у 2002).
Національний склад (станом на 2002 рік):
- марі — 96 %